# 三农问题

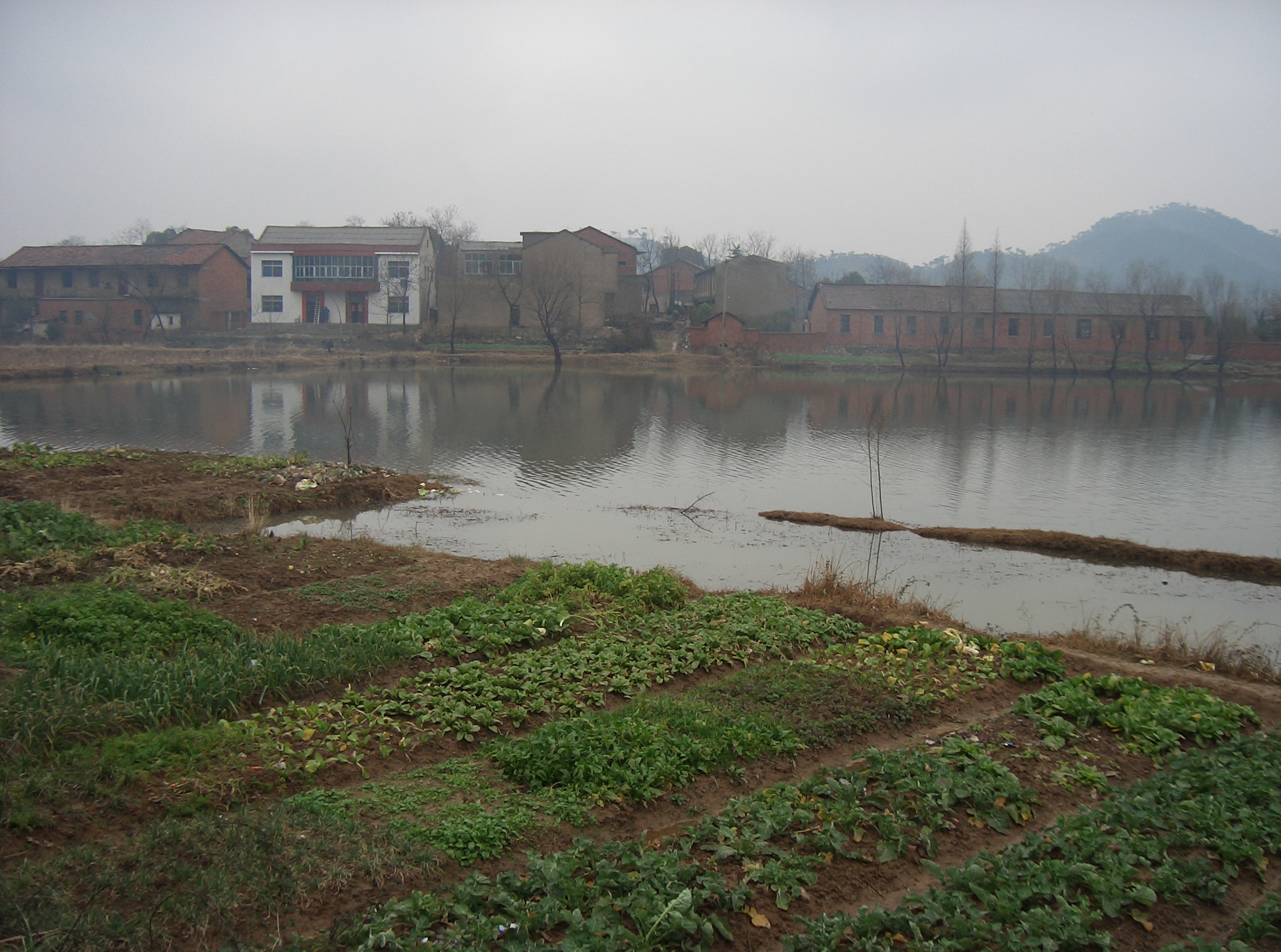
湖北黄冈的一个乡村（2005年）

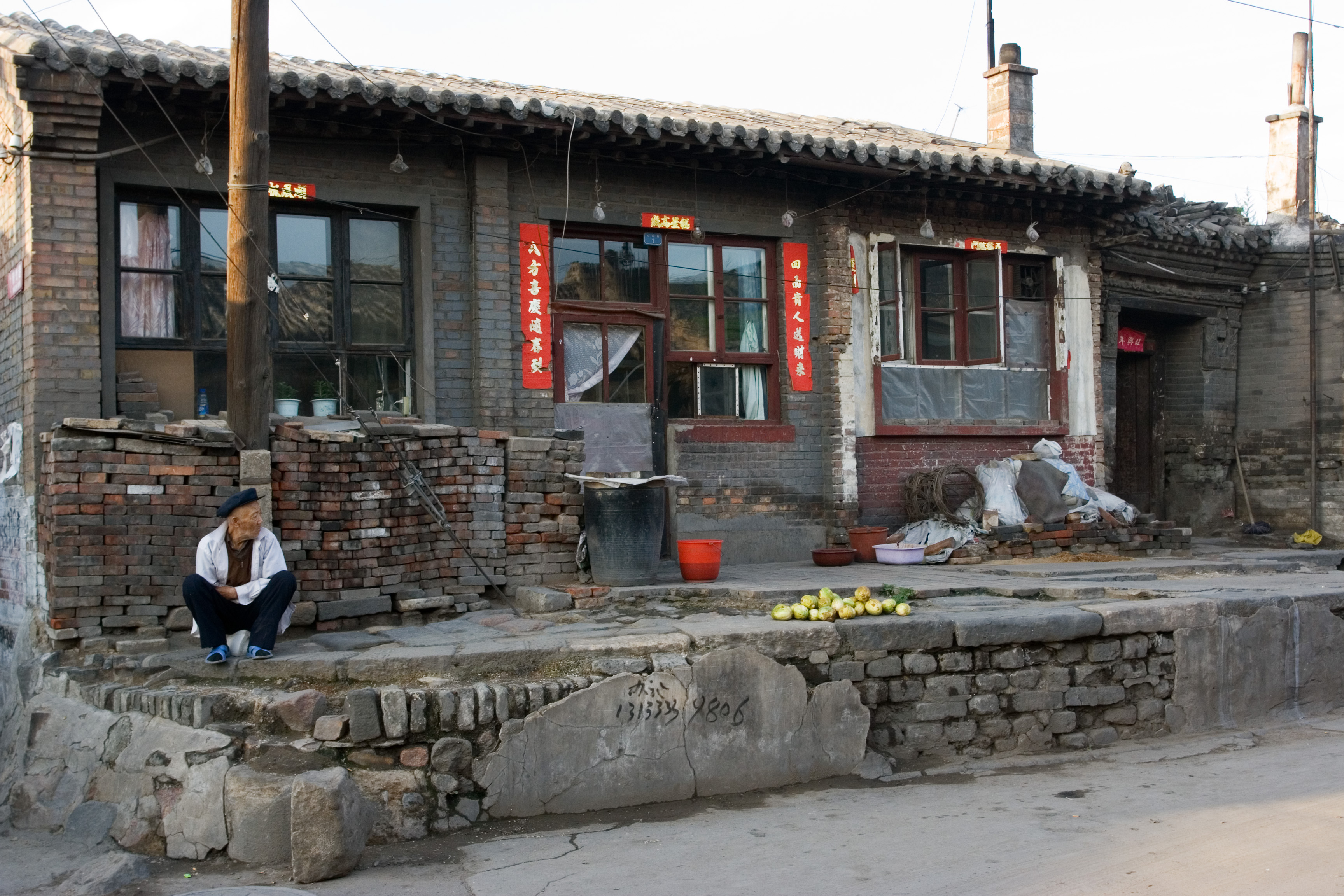
山西大同一名留守農村的空巢老人

三农问题特指中華人民共和國的农业、农村和农民问题，这是一个从事行业、居住地域和主体身份的三位一体的问题。
2000年初，湖北省监利县棋盘乡党委书记李昌平给国务院总理朱镕基总理写信提出“农民真苦，农村真穷，农业真危险”以及出版《我向总理说实话》后，2001年三农问题的提法写入文件，正式成为中華人民共和國理论界和官方决策层引用的术语；中共中央于2003年正式将“三农”问题写入工作报告。

## 内容
- 农业问题：主要是农业生产经营的问题，具体而言就是如何实现农业产业化。集中表现为农业生产经营的市场化程度低，农产品价格波动性大；农业生产主要依靠小规模农户，难以获得规模经济；粮食安全问题始终不容忽视。
- 农村问题：集中表现为户籍制度导致的城乡二元分割，城乡的经济、文化水平差异较大。形象比喻为中国的城市像欧洲，农村像非洲。
- 农民问题：主要是农民收入低、城乡收入差距大，农民的整体文化素质较低，农民权利得不到保障等。

“农村是中华民族的摇篮，农业是国民经济的基础，农民是我们的衣食父母。失去了这三者，也就失去了立国之本”，三農問題事關全局。

## 背景

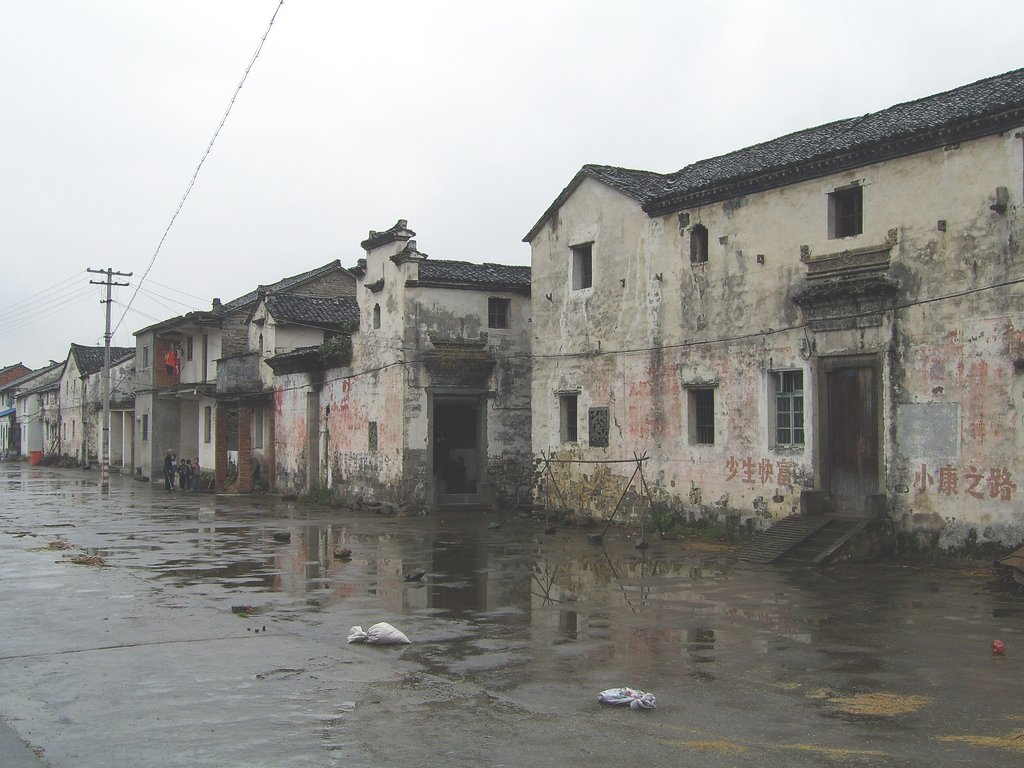
农村劳动力人口大量流向城市，导致农村人丁稀少。图为江南某农村

城镇和乡村的收入差距增大。根据国家统计局发布的统计公报，2006年中華人民共和國城镇居民人均可支配收入11759元，农村人均纯收入3587元，二者比例为3.28:1（2005年为3.22:1）；而1985年城镇居民人均工资690元，农村人均纯收入397元，二者差距为1.74:1，20年时间城乡收入差距扩大了85％。
自改革开放以来，农村地区实行的是统分结合的家庭联产承包责任制，并开始推动农村产业化进程。同时中国农业产品开始面对外国农业大国的竞争，单一的家庭生产单位无力进行市场竞争。
邓小平南巡讲话后，中国经济开始起飞，与同期中国总体经济的发展相比，第一产业的发展程度远不及第二、第三产业发展。农民认为种田没有足够的收入，因而农村地区开始出现农民进城打工的现象，但城市并没有足够的就业岗位提供，从而形成大量集聚在城内而没有工作的农民工群体。随之而来的就是农村地区生产积极性下降，农业投入开始减少，引发更多的农民进城“找工作”，形成恶性循环。由于农业的发展将直接影响国家经济的正常发展，而农村人口占中国总人口的3/4，他们的总体生活情况是中国总体生活情况的最主要体现。农村的发展将是实现中国共产党提出的“三步走”战略最大的挑战，从而使三农问题成为当前社会中显著的问题。

## 三農問題的衍生影響
在社會發展中的的發展差異使貧富懸殊差距擴大。在城市化的農地轉建地發展過程中，農民領取補償款和安置房後轉为非農業人口在城鎮謀生，變成市民。但由於生長環境和教育水準、思維方式還是有別於城市居民，有許多格格不入的現象。三農問題成為全國性的社會現象。
關於中國農村二十一世纪初的研究報告《来自中国社会底层的报告》，報導記錄大别山区农村土地失衡、环境污染、乱摊派、人口拐卖、村匪地霸、封建迷信、製假售假、吃祭食、媒婆帮等使农民受害的社会现象。作者呼吁，中国改革开放20多年来，经济取得进步，但必须重視农村问题的严重性，牢固农业大国的基础。
2017年起鬥魚TV直播平台開闢了公益性質的正能量區「新三農」板塊，透過直播科技增進民眾尤其是年輕世代看待三農的視角。

## 解决措施
- 推行农村税费改革。2003年3月，为了减轻农民负担，促进农民收入恢复增长，推进农村经济持续发展和农村社会全面进步，解决制约中国发展的农业生产落后的瓶颈问题，中国政府在原有的于2000年首先在安徽进行的农村税费改革试点的基础上，发布名为《国务院关于全面推进农村税费改革试点工作的意见》的文件。
- 推行新农村建设目标。2005年10月11日中共第十六届中央委员会第五次全体会议通过的《中共中央关于制定国民经济和社会发展第十一个五年规划的建议》提出了“建设社会主义新农村”目标，其核心内容是发展农业和建设农村，增加政府对农业和农村投入，改善基础设施包括乡村道路建设，强调以工促农、以城带乡，基本建立农村合作医疗制度，巩固九年制义务教育，对农村学生免收杂费。
  - 2005年11月29日至12月1日中共中央经济工作会议，确定2006年总体工作要求中，提出“着重推进社会主义新农村建设”的要求；
  - 2005年12月23日国务院常务会议决定，2006年开始全部免除西部地区农村义务教育阶段学生学习杂费，2007年扩大到中部和东部地区；
- 取消农业税。2005年12月29日，十届全国人大常委会第十九次会议经表决决定，农业税条例自2006年1月1日起废止，中国农民告别有2600年历史的“皇粮国税”。
- 推出“农民工”维权方案。2006年1月18日国务院第122次常务会议原则上通过了《国务院关于解决农民工问题的若干意见》。

## 城乡二元体制改革

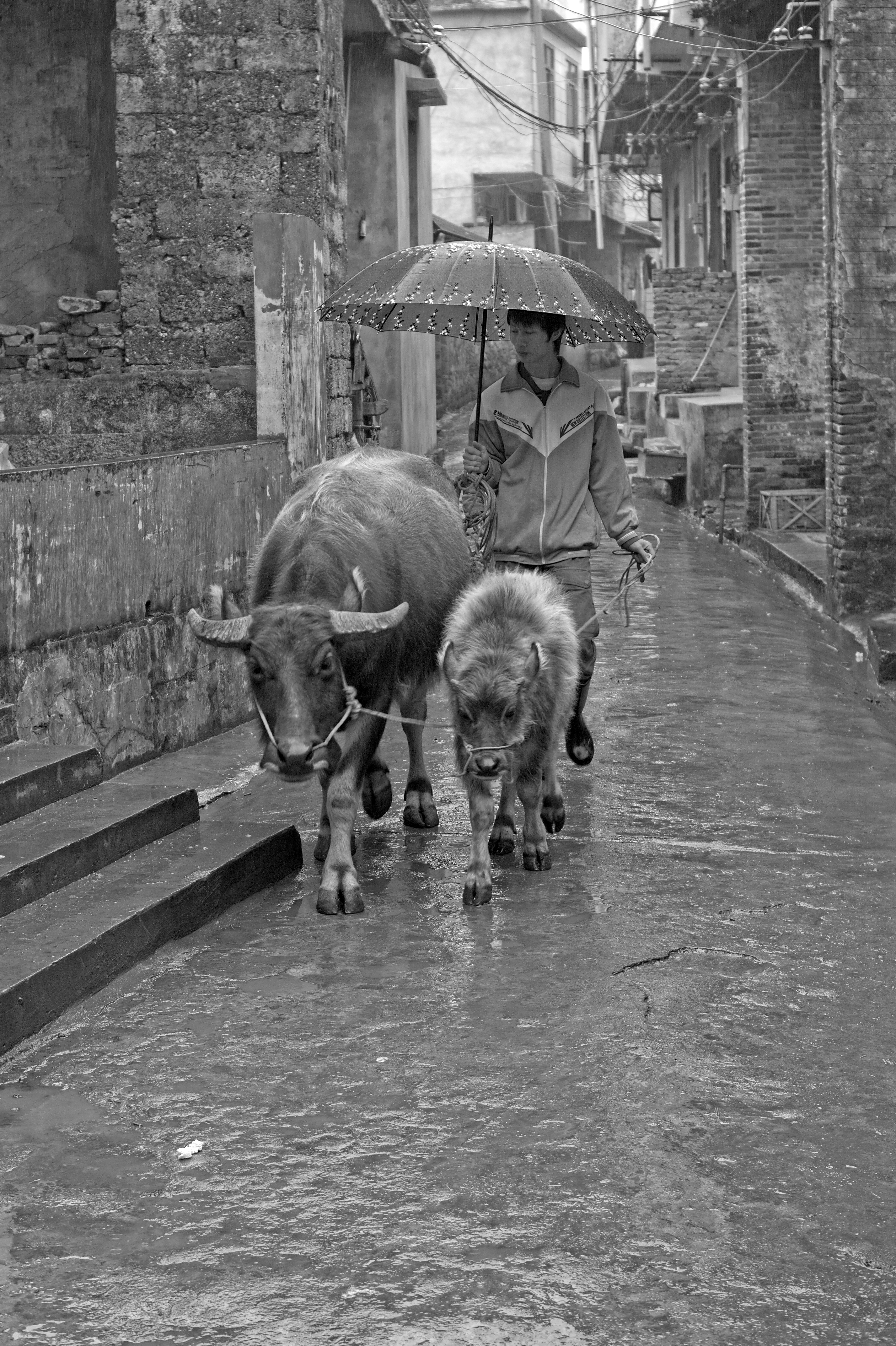
廣西陽朔一個城镇化後的農村，街道上的放牛郎

加大行政手腕力度，控制农业生产资料的价格，采用新政策保证农民最低收入。解决城市农民工歧视现象，安排适合农民工的工作岗位。向农村地区推行产业化调整，鼓励成立乡镇企业就地解决农民就业问题。推行小城镇化，采用减少农民数量的方法来解决农民问题。